# Whatever the Case May Be
"Whatever the Case May Be" é o décimo segundo episódio de Lost. É o décimo segundo episódio da primeria temporada da série. Foi dirigido por Jack Bender e escrito por Damon Lindelof e Jennifer Johnson. Foi ao ar originalmente em 5 de Janeiro de 2005, pela ABC. O episódio foca o flashback em Kate Austen.

## Sinopse
Sawyer e Kate acham uma maleta. Kate finge não estar interessada e Sawyer fica com ela. No entanto, Kate tenta recuperá-la a força e se recusa a dizer o porquê do seu interesse. Kate pede a ajuda de Jack para pegar a maleta de Sawyer. A maleta acaba revelando conter armas e um segredo de Kate. Kate relembra de quando participou de um assalto à banco, no qual acabou atirando nos outros integrantes do bando. Shannon tenta traduzir os documentos da francesa trazidos por Sayid.